# Jørgen Sonne (konstnär)

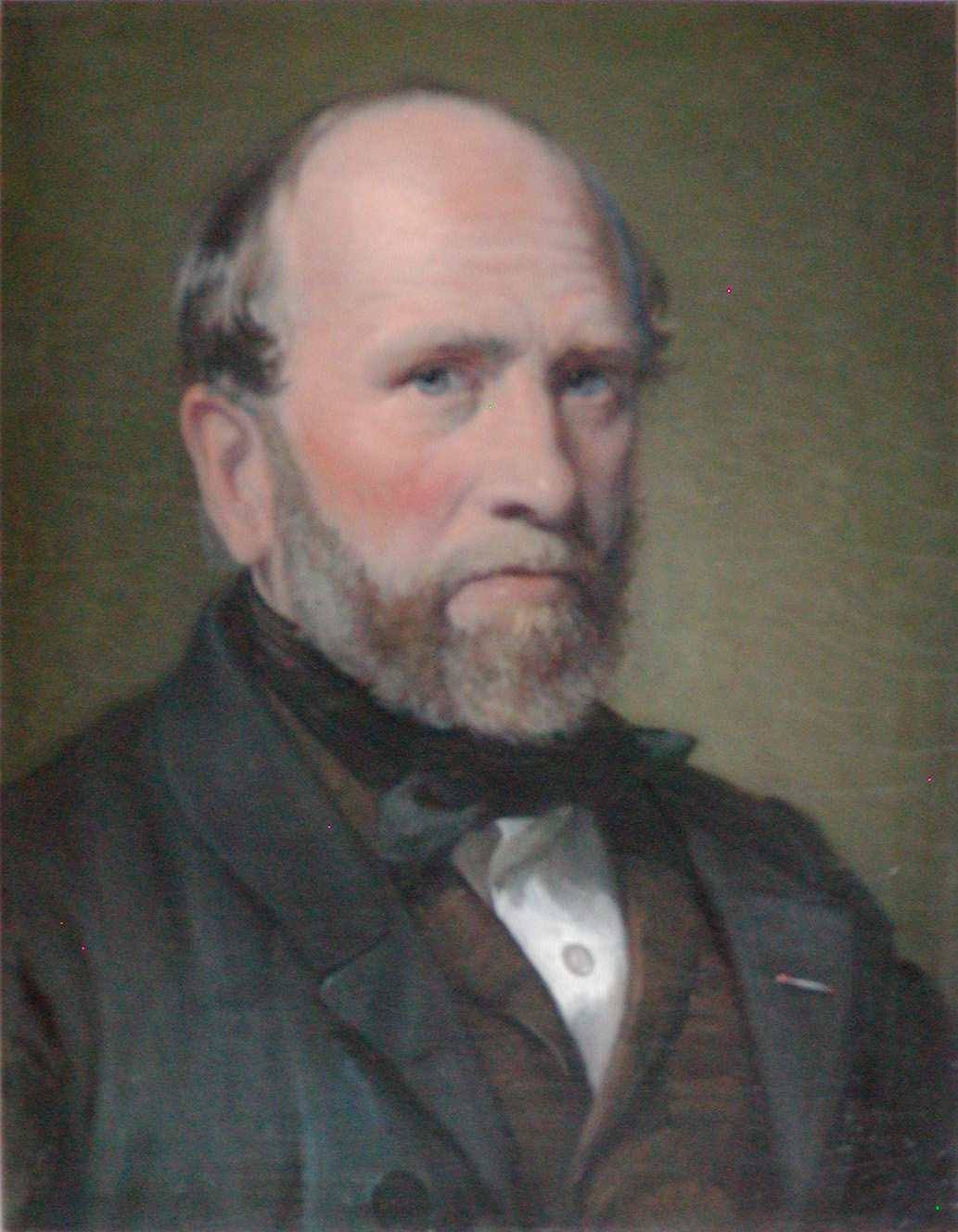
Jørgen Sonne. Porträtt av Wilhelm Marstrand (1853)

Jørgen Valentin Sonne, född den 24 juni 1801 i Birkerød, Danmark, död den 24 september 1890 Köpenhamn, var en dansk målare, tecknare och grafiker.

## Biografi
Han var son till kopparstickaren Jeppe Sonne och hans hustru samt bror till Carl Edvard Sonne. Sonne studerade vid Det Kongelige Danske Kunstakademi 1815–1828 och för Christian David Gebauer. Han kopierade Gebauers batalj- och djurmålningar och målade snart egna kompositioner med ämnen från samma områden. Med understöd från konstakademien studerade han för Cornelius och Hess vid Akademie der Bildenden Künste München 1829–1831. Därefter följde en längre vistelse i Italien där han huvudsakligen var verksam i Rom där han målade genretavlor ur lantbefolkningens liv i naturen, men även krigsbilder, komponerade efter studier av soldater i fredliga övningar (En valplads morgenen efter et slag 1833, i Thorvaldsens museum, (motivet omarbetat 1875 och ålacerat på Hirschsprungs museum). Andra målningar från denna tid är Ett fartyg drages av oxar uppför Tibern (1834), Lantfolk utanför en osteria (1835, Thorvaldsens museum) och Tjurfäktning i en by (1836). 
Efter sin hemkomst började han måla dansk natur och danska typer, men även sådana skildrande motiv som Studenttågets avgång från Köpenhamn (1845). Han blev medlem av Det Kongelige Akademi for de Skønne Kunster 1846, och 1846-1848 utförde han ett mycket betydande arbete med frisen på Thorvaldsens museums fasad, skildrande Thorvaldsens landstigning i Köpenhamn vid hans återkomst från Rom 1838 och hans skulpturers transport till museet. Det var ett fullt modernt ämne konstnären här framställde i en monumentalt förenklad form, som han alltigenom konsekvent genomförde. Frisen utfördes i sgraffitoteknik i en ytterst enkel dekorativ färgskala, rött, gult och gråblått på svart grund; den möttes med ovilja och motstånd, men har av senare släktled blivit berömd som det mest geniala Sonne åstadkommit. 
Inom den följande tiden förändras hans krigsbilder. Han följde militärhögkvarteret under Slesvig-holsteinska kriget och skildrade händelser och stämningar i en serie målningar, helt olika hans föregående fantasibilder från fältlivet. Även 1864 såg han kriget på nära håll, han var med vid Dybbøl och i Sönderborg. Flera av hans krigstavlor finns i Köpenhamns konstmuseum, en Fältvakt i Hirschsprungs museum. 
Hans område är i övrigt folkliv i dansk natur. Med förkärlek skildrade han elegiska och romantiska stämningar, sommarkväll och ljusa nätter, sedda med mera poetisk än målerisk blick, men äkta danskt i fantasi och känsla. Till hans mest representativa målningar på detta område hör De sjuka vid Sankta Helenas grav (1847), Sankt Hansfest i Tisvilde (båda i Statens Museum for Kunst), En likfärd, Julmorgon, Prästen hämtas till en sjuk (båtledes i sommarnatten). Under sitt sista skede valde Sonne motiv även ur de högre klassernas liv och målade friluftsbilder med hästar och hundar. 
Sonne var en av Danmarks sista representanter för nyklassicismens konstutövning och han medverkade i en rad danska och utländska samlingsutställningar bland annat på Konstakademien i Stockholm. Separat ställde han ut några gånger i Köpenhamn. Hans konst består av pennteckningar samt bataljmålningar och folklivsskildringar i stora format. Bland hans genremålningar märks målningen En konfirmation i S. Petri kyrka i Malmö som han utförde under ett besök i Sverige 1844. Målningen har förutom sitt konstnärliga värde även ett kulturhistoriskt intresse eftersom den tycks ge en korrekt bild av kyrkans inre före Carl Georg Brunius hårdhänta restauration.
Förutom ett flertal danska museer som Thorvaldsens museum, Statens Museum for Kunst, Hirschsprungs museum är Sonne representerad vid bland annat Göteborgs konstmuseum, Nationalmuseum, Malmö museum och Arkiv för dekorativ konst i Lund.